# Noisy-le-Roi
Noisy-le-Roi település Franciaországban, Yvelines megyében. Lakosainak száma 7597 fő (2022. január 1.). Noisy-le-Roi Fontenay-le-Fleury, Bailly, L’Étang-la-Ville, Rennemoulin, Saint-Nom-la-Bretèche és Villepreux községekkel határos.

## Népesség
A település népességének változása:
| Lakosok száma | 7684 | 7550 | 7845 | 7550 | 7577 | 7635 | 7692 | 7631 | 7597 |
|               | 2013 | 2015 | 2016 | 2017 | 2018 | 2019 | 2020 | 2021 | 2022 |